# Android 16
Android 16 est la seizième version du système d’exploitation mobile Android, développé par Google. Elle est disponible publiquement depuis le 10 juin 2025 .

## LineageOS 23
Le développement de LineageOS a commencé le 11 Juin 2025.